# 溶血性 (微生物學)

Hemolyses of Streptococcus spp.
(left) α-hemolysis (S. mitis);
(middle) β-hemolysis (S. pyogenes);
(right) γ- hemolysis (= non-hemolytic, S. salivarius)

溶血性（英語：Hemolysis，來自希臘文αιμόλυση）指的是紅血球的被破壞現象，分為α、β、γ三種。溶血現象通常由微生物引起；在實驗室裡，以血基瓊脂培養皿培養，能分辨出不同溶血性的微生物。溶血性通常被用來分辨不同的鏈球菌屬（Streptococcus spp.）細菌。能引起溶血反應的物質稱為溶血素。

## 分類

### α溶血性
α溶血性（α-hemolysis）的微生物會讓培養基上的菌落呈現深綠色，這是由於紅色的血紅素被細菌產生的過氧化物部分氧化成為了綠色的高鐵血紅素。具有α溶血性的微生物包括了肺炎鏈球菌（Streptococcus pneumoniae）及草綠色鏈球菌種（Streptococcus viridans及類似細菌）。α溶血性有時也被稱為「綠色溶血（green hemolysis）」、「不完全溶血（incomplete hemolysis）」、「部分溶血（partial hemolysis）」等。

### β溶血性
β溶血性（β-hemolysis），又稱為「完全溶血（complete hemolysis）」，會讓培養基上的菌落呈現瓊脂的原色－－半透明的黃色，這是由於培養基上的血紅素被細菌的分泌物完全分解了。具有β溶血性的鏈球菌，主要為A群鏈球菌（Group A Streptococcus, GAS），包括化膿性鏈球菌（Streptococcus pyogenes）等。對於鏈球菌屬而言，導致溶血反應的是其產生的外毒素鏈球菌溶血素。其分為兩種：鏈球菌溶血素O（Streptolysin O, SLO）和鏈球菌溶血素S（Streptolysin S, SLS）。鏈球菌溶血素O為大多數的A群鏈球菌（Group A Streptococcus, GAS）所製造，包括化膿性鏈球菌（Streptococcus pyogenes），以及部分B群鏈球菌（Group B Streptococcus, GBS），如停乳鏈球菌（Streptococcus dysgalactiae）等。其對氧氣敏感，並且主要和紅血球、白血球、巨噬細胞、血小板中細胞膜上的膽固醇作用，最終導致溶血反應。鏈球菌溶血素S也為大多數的A群鏈球菌所製造，對氧氣穩定。兩種溶血素除了溶血反應以外，還被認為會阻礙免疫細胞的功能，包括顆粒球、淋巴球等。
部分弱β溶血性的鏈球菌，和葡萄球菌一起生長時，會表現出強β溶血性，這樣的現象被用在CAMP試驗之中以分辨細菌。無乳鏈球菌（Streptococcus agalactiae）、產氣莢膜梭菌（Clostridium perfringens）、李斯特菌（Listeria monocytogenes）在血基培養基上都會表現出此性質。

### γ溶血性
γ溶血性（γ-hemolysis），又稱為「不溶血（non-hemolytic）」，指的就是完全不產生溶血現象。腸球菌屬（Enterococcus spp.，舊稱D群鏈球菌）、Staphylococcus saprophyticus，以及Staphylococcus epidermidis等細菌都表現該特質。

## 註記
1. ↑  CAMP試驗的名稱來自最初描述的三位學者，包括R. Christie、N. E. Atkins、E. Munch-Peterson。CAMP試驗能將Streptococcus agalactiae區分出來。